# 泡菜
泡菜（ほうさい）とは、中国語で「野菜の漬物」（泡＝漬ける、菜＝野菜）を指す言葉である。